# Омар Еннаффаті
Ома́р Еннаффа́ті (угор. Ennaffati Omar; народився 26 квітня 1980, Торонто, Канада) — угорський хокеїст, захисник. Наразі виступає за «Будапешт Старс». У складі національної збірної Угорщини провів 17 матчів; учасник чемпіонатів світу 2008 (дивізіон I), 2009 і 2010 (дивізіон 1).
Виступав за «Норт-Бей Сентенніалс», «Міссісога Айсдогс», «Грінвіль Гррраул», «Нью-Орлінс Брасс», Університет Св. Френсіса Зейвіра, «Айдахо Стілгедс», «Альба Волан» (Секешфехервар), «Манчестер Фінікс», «Тур», «Ференцварош» (Будапешт), «Будапешт Старс».